# فيلاماري
فيلاماري (بالإيطالية: Villammare)‏ هي قرية في جنوب إيطاليا، وتعد القرية الصغيرة الوحيدة (فراتسيوني) في فيبوناتي في مقاطعة سلرنو بمنطقة كمبانية. في عام 2009 وصل عدد سكانها إلي 1024.